# يلينا موخينا (كاتبة سوفييتية)
يلينا موخينا (بالروسية: Елена Владимировна Мухина) هي كاتبة روسية كتبت يومياتها خلال حصار لينينغراد.